# Chriolepis
Chriolepis – rodzaj ryb z rodziny babkowatych.

## Klasyfikacja
Gatunki zaliczane do tego rodzaju:
- Chriolepis atrimelum
- Chriolepis benthonis
- Chriolepis cuneata
- Chriolepis dialepta
- Chriolepis fisheri
- Chriolepis lepidota
- Chriolepis minutillus
- Chriolepis tagus
- Chriolepis vespa
- Chriolepis zebra